# Cantonul Janville
Cantonul Janville este un canton din arondismentul Chartres, departamentul Eure-et-Loir, regiunea Centru, Franța.

## Comune
| Comune                 | Populație (1999) | Cod poștal | Cod INSEE |
| ---------------------- | ---------------- | ---------- | --------- |
| Allaines-Mervilliers   | 274              | 28310      | 28002     |
| Barmainville           | 107              | 28310      | 28025     |
| Baudreville            | 249              | 28310      | 28026     |
| Fresnay-l'Évêque       | 560              | 28310      | 28164     |
| Gommerville            | 473              | 28310      | 28183     |
| Gouillons              | 317              | 28310      | 28184     |
| Guilleville            | 173              | 28310      | 28189     |
| Intréville             | 148              | 28310      | 28197     |
| Janville               | 1 697            | 28310      | 28199     |
| Levesville-la-Chenard  | 208              | 28310      | 28210     |
| Mérouville             | 181              | 28310      | 28243     |
| Neuvy-en-Beauce        | 179              | 28310      | 28276     |
| Oinville-Saint-Liphard | 269              | 28310      | 28284     |
| Poinville              | 110              | 28310      | 28300     |
| Le Puiset              | 371              | 28310      | 28311     |
| Rouvray-Saint-Denis    | 360              | 28310      | 28319     |
| Santilly               | 305              | 28310      | 28367     |
| Toury                  | 2 666            | 28310      | 28391     |
| Trancrainville         | 170              | 28310      | 28392     |